# Agamia agami
Agamia agami е вид птица от семейство Чаплови (Ardeidae), единствен представител на род Agamia. Видът е световно застрашен, със статут Уязвим.

## Разпространение
Видът е разпространен в Белиз, Боливия, Бразилия, Венецуела, Гватемала, Гвиана, Еквадор, Колумбия, Коста Рика, Мексико, Никарагуа, Панама, Перу, Суринам, Тринидад и Тобаго, Френска Гвиана и Хондурас.